# Guiorgui Bokeria
Guiorgui (dit Giga) Bokeria (en géorgien : გიორგი (გიგა) ბოკერია), né le 20 avril 1972 à Tbilissi, est un homme politique géorgien, ancien vice-ministre des Affaires étrangères.

## Activités
En 1996, il est cofondateur, avec Levan Ramishvili (en), Guivi Targamadze et David Zurabishvili (en), de la fondation Liberty Institute (en), œuvrant pour les libertés publiques, où il s'occupe de coordonner les programmes des droits de l'homme. 
Il est l'un des initiateurs en 2003 de la « Révolution des Roses » qui conduit à la chute du président Edouard Chevardnadze au profit de Mikheil Saakachvili. Il devient ensuite conseiller politique de ce dernier. 